# Погорце (ґміна)
Ґміна Погорце — колишня (1934—1939 рр.) сільська ґміна у Рудківському повіті Львівського воєводства Польської республіки (1918—1939) рр. та у Крайсгауптманшафті Лемберг-Ланд Дистрикту Галичина Третього Райху (1941—1944 рр.). Центром ґміни було село Погірці.
1 серпня 1934 р. було створено ґміну Погорце в Рудківському повіті. До неї увійшли сільські громади: Голодувка, Колбайовіце (Колбаєвичі), Конюшкі Крулєвскє (Конюшки-Королівські), Конюшкі Туліґловскє (Конюшки-Тулиголівські), Малінув (Малинів), Острув Нови (Новий Острів), Подольце (Подільці), Погорце (Погірці), Сусулув (Сусолів), Чайковіце (Чайковичі)
У 1934 р. територія ґміни становила 126,37 км². Населення ґміни станом на 1931 рік становило 15 946 осіб. Налічувалось 3 198 житлових будинків.
Національний склад населення ґміни Погорце на 01.01.1939:
| село                  | населення | українці-грекокатолики | українці-латинники | євреї  | поляки | польські колоністи |
| --------------------- | --------- | ---------------------- | ------------------ | ------ | ------ | ------------------ |
| Голодівка             | 870       | 670                    | 180                | 10     | 10     |                    |
| Колбаєвичі            | 980       | 950                    | 15                 | 15     |        |                    |
| Конюшки-Королівські   | 760       | 720                    | 20                 | 20     |        |                    |
| Конюшки-Тулиголівські | 1240      | 1070                   | 130                | 30     | 10     |                    |
| Малинів               | 670       | 10                     |                    |        | 660    |                    |
| Острів Новий          | 460       | 110                    |                    | 10     |        | 340                |
| Подільці              | 540       | 520                    | 10                 | 10     |        |                    |
| Погірці               | 1990      | 1050                   | 890                | 30     | 20     |                    |
| Сосулів               | 1070      | 820                    | 225                | 15     | 10     |                    |
| Чайковичі             | 3180      | 2700                   | 440                | 30     | 10     |                    |
| Якимчиці              | 1270      | 1060                   | 50                 | 20     |        | 140                |
| Загалом               | 13030     | 9680                   | 1960               | 190    | 720    | 480                |
| Відсотки              | 100 %     | 74,29 %                | 15,04 %            | 1,46 % | 5,53 % | 3,68 %             |

Відповідно до Пакту Молотова — Ріббентропа 28 вересня територія ґміни була зайнята СРСР. Ґміна ліквідована 17 січня 1940 р. у зв'язку з утворенням Комарнівського району.